# Martin Lipčák
Martin Lipčák (Gálszécs, 1975. december 22. –) szlovák labdarúgó, kapus.

## Pályafutása

### Klubcsapatok
Lipčák a szlovák MFK Košice akadémiáján nevelkedett, a felnőtt csapatban 1994-ben mutatkozott be. 1996 és 2001 között a Dukla Trenčín, majd 2001 és 2005 között az Artmedia Petržalka labdarúgója volt; utóbbi csapattal 2004-ben szlovák kupagyőztes lett. 2007 tavaszán a magyar élvonalbeli Zalaegerszeg csapatához szerződött; a szezon végén bronzérmes zalai együttesben kilenc bajnoki mérkőzésen védett. 2007-ben visszatért Szlovákiába, ahol előbb az FC Neded labdarúgója lett. Lipčák később pályára lépett még alacsonyabb osztályú cseh és szlovák csapatoknál.

### A válogatottban
Részt vett a 2000-es olimpiai játékokon, ahol a 13. helyen végzett a szlovák labdarúgó-válogatott. 2001-ben két alkalommal lépett pályára a szlovák liga-válogatottban a Merdeka-torna csoportkörében.

#### Mérkőzései a szlovák olimpiai válogatottban
| #  | Dátum                | Ellenfél   | Eredmény | Kiírás                               | Esemény |
| -- | -------------------- | ---------- | -------- | ------------------------------------ | ------- |
| 1. | 2000. szeptember 17. | Japán      | 1 – 2    | 2000. évi nyári olimpiai, csoportkör |         |
| 2. | 2000. szeptember 20. | Dél-afrika | 2 – 1    | 2000. évi nyári olimpiai, csoportkör |         |

#### Mérkőzései a szlovák liga-válogatottban
| #  | Dátum            | Ellenfél            | Eredmény | Kiírás                                                       | Esemény |
| -- | ---------------- | ------------------- | -------- | ------------------------------------------------------------ | ------- |
| 1. | 2001. június 20. | Bosznia-Hercegovina | 0 – 1    | Merdeka-torna csoportkör (nem-hivatalos válogatott mérkőzés) |         |
| 2. | 2001. június 25. | Bahrein             | 0 – 2    | Merdeka-torna csoportkör (nem-hivatalos válogatott mérkőzés) |         |

## Sikerei, díjai
Artmedia Petržalka
- Szlovák kupagyőztes: 2004

 Zalaegerszegi TE
- NB1 bronzérmes: 2006–2007